# Miguel Ángel Navarro (calciatore)
Miguel Ángel Navarro Zárate, noto semplicemente come Miguel Ángel Navarro (Maracaibo, 26 febbraio 1999), è un calciatore venezuelano, difensore del Talleres (C) e della nazionale venezuelana.

## Biografia
Nel marzo 2021 ha ricevuto la green card.

## Caratteristiche tecniche
È un terzino sinistro.

## Carriera

### Club
Il 27 gennaio 2020 firma per il Chicago Fire.

### Nazionale
Con la nazionale Under-20 venezuelana ha preso parte al campionato sudamericano 2019. In seguito ha giocato anche con la nazionale venezuelana Under-23.
Il 25 marzo 2022 esordisce con la nazionale maggiore nella partita persa per 3-0 contro l'Argentina.

## Statistiche

### Presenze e reti nei club
Statistiche aggiornate al 16 marzo 2025.
| Stagione              | Squadra               | Campionato            | Campionato | Campionato | Coppe nazionali | Coppe nazionali | Coppe nazionali | Coppe continentali | Coppe continentali | Coppe continentali | Altre coppe | Altre coppe | Altre coppe | Totale | Totale | Totale |
| Stagione              | Squadra               | Comp                  | Pres       | Reti       | Comp            | Pres            | Reti            | Comp               | Pres               | Reti               | Comp        | Pres        | Reti        | Pres   | Reti   |        |
| --------------------- | --------------------- | --------------------- | ---------- | ---------- | --------------- | --------------- | --------------- | ------------------ | ------------------ | ------------------ | ----------- | ----------- | ----------- | ------ | ------ | ------ |
| 2017                  | JBL del Zulia         | PD                    | 15         | 0          | -               | -               | -               | -                  | -                  | -                  | -           | -           | -           | 15     | 0      |        |
| 2018                  | Dep. La Guaira        | PD                    | 13         | 0          | -               | -               | -               | -                  | -                  | -                  | -           | -           | -           | 13     | 0      |        |
| 2019                  | Dep. La Guaira        | PD                    | 29         | 1          | -               | -               | -               | CL                 | 1                  | 0                  | -           | -           | -           | 30     | 1      |        |
| Totale Dep. La Guaira | Totale Dep. La Guaira | Totale Dep. La Guaira | 42         | 1          |                 | -               | -               |                    | 1                  | 0                  |             | -           | -           | 43     | 1      |        |
| 2020                  | Chicago Fire          | MLS                   | 16         | 0          | -               | -               | -               | -                  | -                  | -                  | MiB         | 3           | 0           | 19     | 0      |        |
| 2021                  | Chicago Fire          | MLS                   | 28         | 0          | -               | -               | -               | -                  | -                  | -                  | -           | -           | -           | 28     | 0      |        |
| 2022                  | Chicago Fire          | MLS                   | 25         | 0          | USOC            | 1               | 0               | -                  | -                  | -                  | -           | -           | -           | 26     | 0      |        |
| 2023                  | Chicago Fire          | MLS                   | 25         | 0          | USOC            | 4               | 0               | -                  | -                  | -                  | LC          | 2           | 0           | 31     | 0      |        |
| Totale Chicago Fire   | Totale Chicago Fire   | Totale Chicago Fire   | 94         | 0          |                 | 5               | 0               |                    | -                  | -                  |             | 5           | 0           | 104    | 0      |        |
| 2024                  | Talleres (C)          | PD                    | 20         | 1          | CA+CdL          | 2+10            | 0               | CL                 | 5                  | 0                  | -           | -           | -           | 37     | 1      |        |
| 2025                  | Talleres (C)          | PD                    | 9          | 0          | CA              | 0               | 0               | CL                 | 0                  | 0                  | SI          | 1           | 0           | 10     | 0      |        |
| Totale Talleres       | Totale Talleres       | Totale Talleres       | 29         | 1          |                 | 12              | 0               |                    | 5                  | 0                  |             | 1           | 0           | 47     | 1      |        |
| Totale carriera       | Totale carriera       | Totale carriera       | 180        | 2          |                 | 17              | 0               |                    | 6                  | 0                  |             | 6           | 0           | 209    | 2      |        |

### Cronologia presenze e reti in nazionale
| Cronologia completa delle presenze e delle reti in nazionale ― Venezuela | Cronologia completa delle presenze e delle reti in nazionale ― Venezuela | Cronologia completa delle presenze e delle reti in nazionale ― Venezuela | Cronologia completa delle presenze e delle reti in nazionale ― Venezuela | Cronologia completa delle presenze e delle reti in nazionale ― Venezuela | Cronologia completa delle presenze e delle reti in nazionale ― Venezuela | Cronologia completa delle presenze e delle reti in nazionale ― Venezuela | Cronologia completa delle presenze e delle reti in nazionale ― Venezuela |
| Data                                                                     | Città                                                                    | In casa                                                                  | Risultato                                                                | Ospiti                                                                   | Competizione                                                             | Reti                                                                     | Note                                                                     |
| ------------------------------------------------------------------------ | ------------------------------------------------------------------------ | ------------------------------------------------------------------------ | ------------------------------------------------------------------------ | ------------------------------------------------------------------------ | ------------------------------------------------------------------------ | ------------------------------------------------------------------------ | ------------------------------------------------------------------------ |
| 25-3-2022                                                                | Buenos Aires                                                             | Argentina                                                                | 3 – 0                                                                    | Venezuela                                                                | Qual. Mondiali 2022                                                      | -                                                                        | 12’ 46’                                                                  |
| 9-6-2022                                                                 | Murcia                                                                   | Arabia Saudita                                                           | 0 – 1                                                                    | Venezuela                                                                | Amichevole                                                               | -                                                                        | 46’                                                                      |
| 20-11-2022                                                               | Dubai                                                                    | Siria                                                                    | 1 – 2                                                                    | Venezuela                                                                | Amichevole                                                               | -                                                                        | 46’ 64’                                                                  |
| 24-3-2023                                                                | Gedda                                                                    | Arabia Saudita                                                           | 1 – 2                                                                    | Venezuela                                                                | Amichevole                                                               | -                                                                        | 90+3’                                                                    |
| 28-3-2023                                                                | Gedda                                                                    | Uzbekistan                                                               | 1 – 1                                                                    | Venezuela                                                                | Amichevole                                                               | -                                                                        |                                                                          |
| 12-9-2023                                                                | Maturín                                                                  | Venezuela                                                                | 1 – 0                                                                    | Paraguay                                                                 | Qual. Mondiali 2026                                                      | -                                                                        | 75’ 90+6’                                                                |
| 17-10-2023                                                               | Maturín                                                                  | Venezuela                                                                | 3 – 0                                                                    | Cile                                                                     | Qual. Mondiali 2026                                                      | -                                                                        |                                                                          |
| 16-11-2023                                                               | Maturín                                                                  | Venezuela                                                                | 0 – 0                                                                    | Ecuador                                                                  | Qual. Mondiali 2026                                                      | -                                                                        |                                                                          |
| 21-11-2023                                                               | Lima                                                                     | Perù                                                                     | 1 – 1                                                                    | Venezuela                                                                | Qual. Mondiali 2026                                                      | -                                                                        |                                                                          |
| 21-3-2024                                                                | Fort Lauderdale                                                          | Venezuela                                                                | 1 – 2                                                                    | Italia                                                                   | Amichevole                                                               | -                                                                        |                                                                          |
| 24-3-2024                                                                | Houston                                                                  | Guatemala                                                                | 0 – 0                                                                    | Venezuela                                                                | Amichevole                                                               | -                                                                        |                                                                          |
| 22-6-2024                                                                | Santa Clara                                                              | Ecuador                                                                  | 1 – 2                                                                    | Venezuela                                                                | Coppa America 2024 - 1º turno                                            | -                                                                        |                                                                          |
| 26-6-2024                                                                | Inglewood                                                                | Venezuela                                                                | 1 – 0                                                                    | Messico                                                                  | Coppa America 2024 - 1º turno                                            | -                                                                        | 64’                                                                      |
| 5-7-2024                                                                 | Arlington                                                                | Venezuela                                                                | 1 – 1 (3 – 4 dtr)                                                        | Canada                                                                   | Coppa America 2024 - Quarti di finale                                    | -                                                                        |                                                                          |
| 5-9-2024                                                                 | El Alto                                                                  | Bolivia                                                                  | 4 – 0                                                                    | Venezuela                                                                | Qual. Mondiali 2026                                                      | -                                                                        |                                                                          |
| 10-9-2024                                                                | Maturín                                                                  | Venezuela                                                                | 0 – 0                                                                    | Uruguay                                                                  | Qual. Mondiali 2026                                                      | -                                                                        | 67’                                                                      |
| 15-10-2024                                                               | Asunción                                                                 | Paraguay                                                                 | 2 – 1                                                                    | Venezuela                                                                | Qual. Mondiali 2026                                                      | -                                                                        | 12’                                                                      |
| 14-11-2024                                                               | Maturin                                                                  | Venezuela                                                                | 1 – 1                                                                    | Brasile                                                                  | Qual. Mondiali 2026                                                      | -                                                                        |                                                                          |
| 19-11-2024                                                               | Santiago del Cile                                                        | Cile                                                                     | 4 – 2                                                                    | Venezuela                                                                | Qual. Mondiali 2026                                                      | -                                                                        | 87’                                                                      |
| 6-6-2025                                                                 | Maturín                                                                  | Venezuela                                                                | 2 – 0                                                                    | Bolivia                                                                  | Qual. Mondiali 2026                                                      | -                                                                        |                                                                          |
| 10-6-2025                                                                | Montevideo                                                               | Uruguay                                                                  | 2 – 0                                                                    | Venezuela                                                                | Qual. Mondiali 2026                                                      | -                                                                        |                                                                          |
| Totale                                                                   |                                                                          | Presenze                                                                 | 21                                                                       |                                                                          | Reti                                                                     | 0                                                                        |                                                                          |

| Cronologia completa delle presenze e delle reti in nazionale ― Venezuela under 20 | Cronologia completa delle presenze e delle reti in nazionale ― Venezuela under 20 | Cronologia completa delle presenze e delle reti in nazionale ― Venezuela under 20 | Cronologia completa delle presenze e delle reti in nazionale ― Venezuela under 20 | Cronologia completa delle presenze e delle reti in nazionale ― Venezuela under 20 | Cronologia completa delle presenze e delle reti in nazionale ― Venezuela under 20 | Cronologia completa delle presenze e delle reti in nazionale ― Venezuela under 20 | Cronologia completa delle presenze e delle reti in nazionale ― Venezuela under 20 |
| Data                                                                              | Città                                                                             | In casa                                                                           | Risultato                                                                         | Ospiti                                                                            | Competizione                                                                      | Reti                                                                              | Note                                                                              |
| --------------------------------------------------------------------------------- | --------------------------------------------------------------------------------- | --------------------------------------------------------------------------------- | --------------------------------------------------------------------------------- | --------------------------------------------------------------------------------- | --------------------------------------------------------------------------------- | --------------------------------------------------------------------------------- | --------------------------------------------------------------------------------- |
| 30-7-2018                                                                         | Alcúdia                                                                           | Venezuela under 20                                                                | 2 – 1                                                                             | Mauritania under 20                                                               | Amichevole                                                                        | -                                                                                 | 60’                                                                               |
| 7-9-2018                                                                          | Bradenton                                                                         | Stati Uniti under 20                                                              | 2 – 2                                                                             | Venezuela under 20                                                                | Amichevole                                                                        | -                                                                                 |                                                                                   |
| 9-9-2018                                                                          | Bradenton                                                                         | Giamaica under 20                                                                 | 0 – 1                                                                             | Venezuela under 20                                                                | Amichevole                                                                        | -                                                                                 | 85’                                                                               |
| 11-9-2018                                                                         | Bradenton                                                                         | Stati Uniti under 20                                                              | 3 – 1                                                                             | Venezuela under 20                                                                | Amichevole                                                                        | -                                                                                 | 62’ 89’                                                                           |
| 17-1-2019                                                                         | Rancagua                                                                          | Venezuela under 20                                                                | 1 – 0                                                                             | Colombia under 20                                                                 | Sudamericano Sub-20 2019 - 1º turno                                               | -                                                                                 | 17’, 46’                                                                          |
| 21-1-2019                                                                         | Rancagua                                                                          | Brasile under 20                                                                  | 2 – 1                                                                             | Venezuela under 20                                                                | Sudamericano Sub-20 2019 - 1º turno                                               | -                                                                                 | 51’                                                                               |
| 23-1-2019                                                                         | Rancagua                                                                          | Bolivia under 20                                                                  | 0 – 1                                                                             | Venezuela under 20                                                                | Sudamericano Sub-20 2019 - 1º turno                                               | -                                                                                 |                                                                                   |
| 29-1-2019                                                                         | Rancagua                                                                          | Venezuela under 20                                                                | 1 – 1                                                                             | Uruguay under 20                                                                  | Sudamericano Sub-20 2019 - Girone finale                                          | -                                                                                 |                                                                                   |
| 1-2-2019                                                                          | Rancagua                                                                          | Venezuela under 20                                                                | 2 – 0                                                                             | Brasile under 20                                                                  | Sudamericano Sub-20 2019 - Girone finale                                          | -                                                                                 |                                                                                   |
| 4-2-2019                                                                          | Rancagua                                                                          | Venezuela under 20                                                                | 0 – 3                                                                             | Argentina under 20                                                                | Sudamericano Sub-20 2019 - Girone finale                                          | -                                                                                 |                                                                                   |
| 7-2-2019                                                                          | Rancagua                                                                          | Venezuela under 20                                                                | 0 – 2                                                                             | Colombia under 20                                                                 | Sudamericano Sub-20 2019 - Girone finale                                          | -                                                                                 |                                                                                   |
| Totale                                                                            |                                                                                   | Presenze                                                                          | 11                                                                                |                                                                                   | Reti                                                                              | 0                                                                                 |                                                                                   |

## Palmarès

### Club

#### Competizioni nazionali
- Supercopa Internacional: 1

Talleres: 2023